# Nalliers (Viena)
Nalliers és un municipi francès situat al departament de la Viena i a la regió de la Nova Aquitània.

## Demografia

### Població
El 2007 la població de fet de Nalliers era de 314 persones. Hi havia 148 famílies de les quals 48 eren unipersonals (16 homes vivint sols i 32 dones vivint soles), 56 parelles sense fills i 44 parelles amb fills.
La població ha evolucionat segons el següent gràfic:
Habitants censats

### Habitatges
El 2007 hi havia 228 habitatges, 148 eren l'habitatge principal de la família, 62 eren segones residències i 17 estaven desocupats. 226 eren cases i 2 eren apartaments. Dels 148 habitatges principals, 116 estaven ocupats pels seus propietaris, 27 estaven llogats i ocupats pels llogaters i 5 estaven cedits a títol gratuït; 7 tenien dues cambres, 31 en tenien tres, 42 en tenien quatre i 68 en tenien cinc o més. 118 habitatges disposaven pel capbaix d'una plaça de pàrquing. A 68 habitatges hi havia un automòbil i a 63 n'hi havia dos o més.

### Piràmide de població
La piràmide de població per edats i sexe el 2009 era:
| Homes | Edats   | Dones |
| ----- | ------- | ----- |
| 0     | 95 o +  | 0     |
| 0     | 90 a 94 | 4     |
| 4     | 85 a 89 | 4     |
| 8     | 80 a 84 | 20    |
| 8     | 75 a 79 | 12    |
| 4     | 70 a 74 | 12    |
| 16    | 65 a 69 | 16    |
| 4     | 60 a 64 | 16    |
| 8     | 55 a 59 | 12    |
| 8     | 50 a 54 | 4     |
| 4     | 45 a 49 | 8     |
| 20    | 40 a 44 | 8     |
| 8     | 35 a 39 | 28    |
| 12    | 30 a 34 | 4     |
| 4     | 25 a 29 | 0     |
| 0     | 20 a 24 | 8     |
| 8     | 15 a 19 | 20    |
| 16    | 10 a 14 | 12    |
| 4     | 5 a 9   | 4     |
| 0     | 0 a 4   | 0     |

## Economia
El 2007 la població en edat de treballar era de 176 persones, 129 eren actives i 47 eren inactives. De les 129 persones actives 113 estaven ocupades (56 homes i 57 dones) i 16 estaven aturades (8 homes i 8 dones). De les 47 persones inactives 17 estaven jubilades, 9 estaven estudiant i 21 estaven classificades com a «altres inactius».

### Ingressos
El 2009 a Nalliers hi havia 143 unitats fiscals que integraven 296 persones, la mediana anual d'ingressos fiscals per persona era de 13.217 €.

### Activitats econòmiques
Dels 10 establiments que hi havia el 2007, 1 era d'una empresa extractiva, 3 d'empreses de fabricació d'altres productes industrials, 3 d'empreses de construcció, 2 d'empreses d'hostatgeria i restauració i 1 d'una empresa de serveis.
Dels 5 establiments de servei als particulars que hi havia el 2009, 1 era un taller de reparació d'automòbils i de material agrícola, 2 guixaires pintors, 1 lampisteria i 1 restaurant.
L'any 2000 a Nalliers hi havia 13 explotacions agrícoles que ocupaven un total de 564 hectàrees.

## Equipaments sanitaris i escolars
El 2009 hi havia una escola elemental.

## Poblacions més properes
El següent diagrama mostra les poblacions més properes.